# Cục Đường sắt Việt Nam
Cục Đường sắt Việt Nam (tiếng Anh: Viet Nam Railway Authority, viết tắt là VNRA) là cơ quan trực thuộc Bộ Xây dựng, thực hiện chức năng tham mưu, giúp Bộ trưởng Bộ Xây dựng quản lý nhà nước và tổ chức thực thi pháp luật chuyên ngành giao thông vận tải đường sẳt trong phạm vi cả nước.
Cục Đường sắt Việt Nam thành lập ngày 16/7/2003, trên cơ sở tái cơ cấu Liên hiệp Đường sắt Việt Nam theo Quyết định số 1891/2003/QĐ-BGTVT ngày 1/7/2003 của Bộ trưởng Bộ Giao thông vận tải.
Chức năng, nhiệm vụ, quyền hạn và cơ cấu tổ chức của Cục Đường sắt Việt Nam được quy định tại Quyết định số 387/QĐ-BGTVT ngày 31/3/2023 của Bộ trưởng Bộ Giao thông vận tải.
Ngày truyền thống ngành Đường sắt Việt Nam là ngày 21 tháng 10.

## Nhiệm vụ và quyền hạn
Theo Điều 2, Quyết định số 387/QĐ-BGTVT ngày 31/3/2023 của Bộ trưởng Bộ Giao thông vận tải, Cục Đường sắt Việt Nam có các nhiệm vụ, quyền hạn chính:
- Chủ trì xây dựng, trình Bộ trưởng các dự án luật, pháp lệnh, dự thảo văn bản quy phạm pháp luật; chiến lược, quy hoạch, kế hoạch dài hạn, trung hạn và hàng năm, các chương trình, dự án quốc gia, các đề án phát triển,... thuộc chuyên ngành giao thông vận tải đường sắt trong phạm vi cả nước.
- Thực hiện chức năng quản lý nhà nước về:

1. Kết cấu hạ tầng đường sắt
2. Phương tiện giao thông đường sắt.
3. Nhân viên đường sắt trực tiếp phục vụ chạy tàu.
4. Hoạt động vận tải đường sắt.
5. An toàn giao thông đường sắt.
6. Quản lý dự án đầu tư xây dựng.
7. Bảo vệ môi trường trong hoạt động giao thông vận tải đường sắt.
8. Hợp tác quốc tế về chuyên ngành giao thông vận tải đường sắt.

- Thực hiện các nhiệm vụ, quyền hạn khác do Bộ trưởng giao và theo quy định của pháp luật.

## Lãnh đạo Cục[4]
- Phó Cục trưởng phụ trách: Trần Thiện Cảnh[5]
- Phó Cục trưởng:

1. Nguyễn Huy Hiền[6]
2. Dương Hồng Anh[7]

## Cơ cấu tổ chức
(Theo Quyết định số 387/QĐ-BGTVT ngày 31/3/2023 của Bộ trưởng Bộ Giao thông vận tải)
- Văn phòng Cục
- Phòng Kế hoạch - Tài chính
- Phòng Quản lý xây dựng và Kết cấu hạ tầng đường sắt
- Phòng Vận tải - Khoa học công nghệ
- Phòng Pháp chế - Thanh tra
- Phòng Thanh tra - An toàn I (có các đội Thanh tra - An toàn số 1, 2, 3, 4, 5)
- Phòng Thanh tra - An toàn II (có các đội Thanh tra - An toàn số 6, 7, 8)
- Phòng Thanh tra - An toàn III (có các đội Thanh tra - An toàn số 9, 10)